# NGC 67
Az NGC 67 egy elliptikus galaxis az Andromeda (Androméda) csillagképben.

## Felfedezése
Az NGC 67 galaxist William Parsons fedezte fel 1855. október 7-én.

## Tudományos adatok
A galaxis 6644 km/s sebességgel távolodik tőlünk.